# 聖母戴冠 (エル・グレコ、イリェスカス)

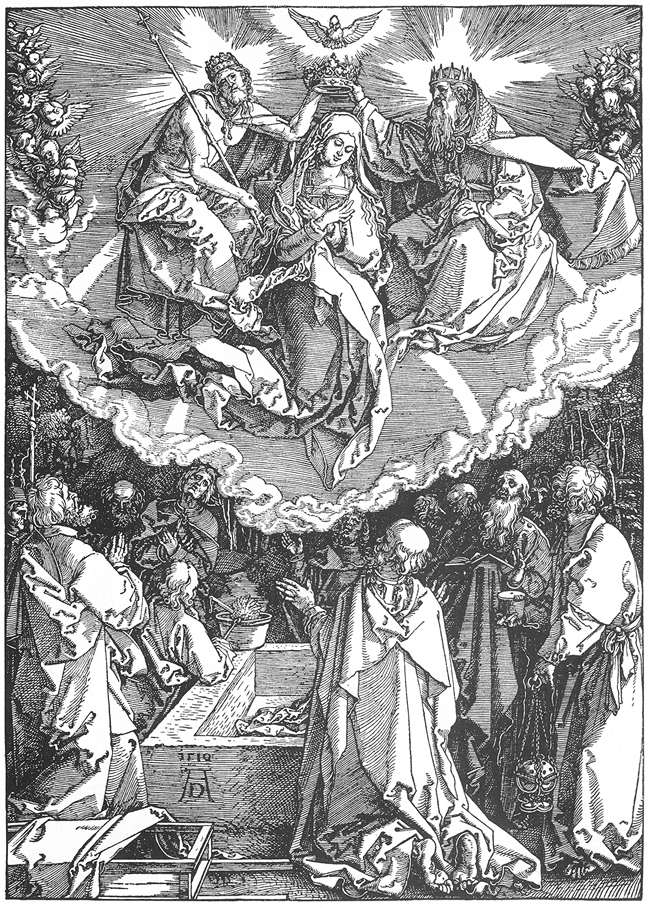
アルブレヒト・デューラーの木版画『聖母の被昇天と戴冠』(1510年)

『聖母戴冠』（せいぼたいかん、西: La coronación de la Virgen、英: Coronation of the Virgin
）は、クレタ島出身のマニエリスム期スペインの巨匠エル・グレコが1603–1605年にキャンバス上に油彩で制作した絵画である。イリェカスにあるカリダー施療院 (Santuario de Nuestra Señora de la Caridad) 附属礼拝堂の高祭壇のために制作された5点の作品群のうちの1点で、それらはみな聖母マリアの栄光を讃えるものであった。本作とその他の3点 (『慈愛の聖母』、『キリストの降誕』、『受胎告知』) は現在もカリダー施療院に掛けられているが、もう1点の『聖母の結婚』はルーマニア国立美術館に所蔵されている。本作は、聖母マリアに父なる神、子であるイエス・キリスト、聖霊の「三位一体」が冠を授ける「聖母戴冠」を主題としている。

## 作品
エル・グレコは、1603年の夏から1605年の夏までの約2年間にカリダー施療院の高祭壇のために上記の5点の絵画を制作した。今世紀初頭に施療院附属礼拝堂は大幅に改修され、エル・グレコの5点の作品群の状態を伝える資料が何もないことから、これらの作品が置かれていた位置は、作品群の完成から2年間も続いた画家と参事会の間の金銭上のトラブルを伝える記載、施療院改修前の状態を見たコッシオ (Cossio) の記録から窺い知るのみである。
本作『聖母戴冠』は、施療院附属礼拝堂内陣の筒型ヴォールト (円筒型天井) の中央部に設置されていたと考えられる。楕円形のキャンバスの中に逆三角形の構図が展開され、全体として明快かつ簡素でありながら、輝かしい色彩と光の効果によって天上界の神秘が現前している。構図的には、サンタ・クルス美術館 (トレド)、プラド美術館 (マドリード)、サン・ホセ礼拝堂 (トレド) の作品同様、アルブレヒト・デューラーの木版画『聖母の被昇天と戴冠』に想を得ている。しかし、本作ではサンタ・クルス美術館とサン・ホセ礼拝堂の作品に見られる地上の使徒たちの姿は削除され、聖母戴冠の光景だけが低い視点から急角度で見上げるような構図で描かれている。とりわけ、聖母が見上げるように描かれているため、画面に上昇感とダイナミズムが生み出されている。

## エル・グレコの『聖母戴冠』

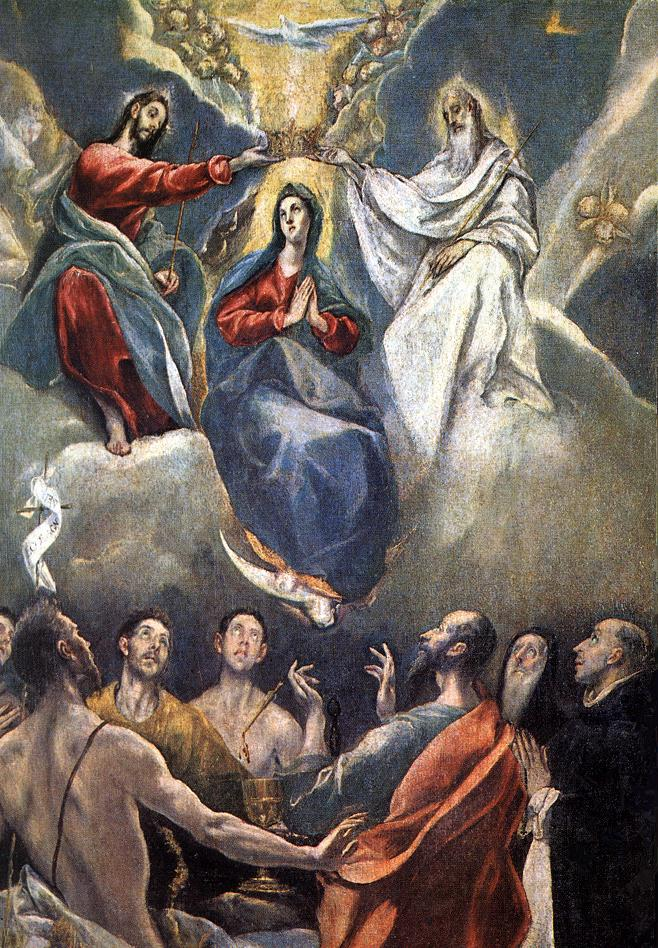
『聖母戴冠』(1591年ごろ)、サンタ・クルス美術館（英語版） (トレド)
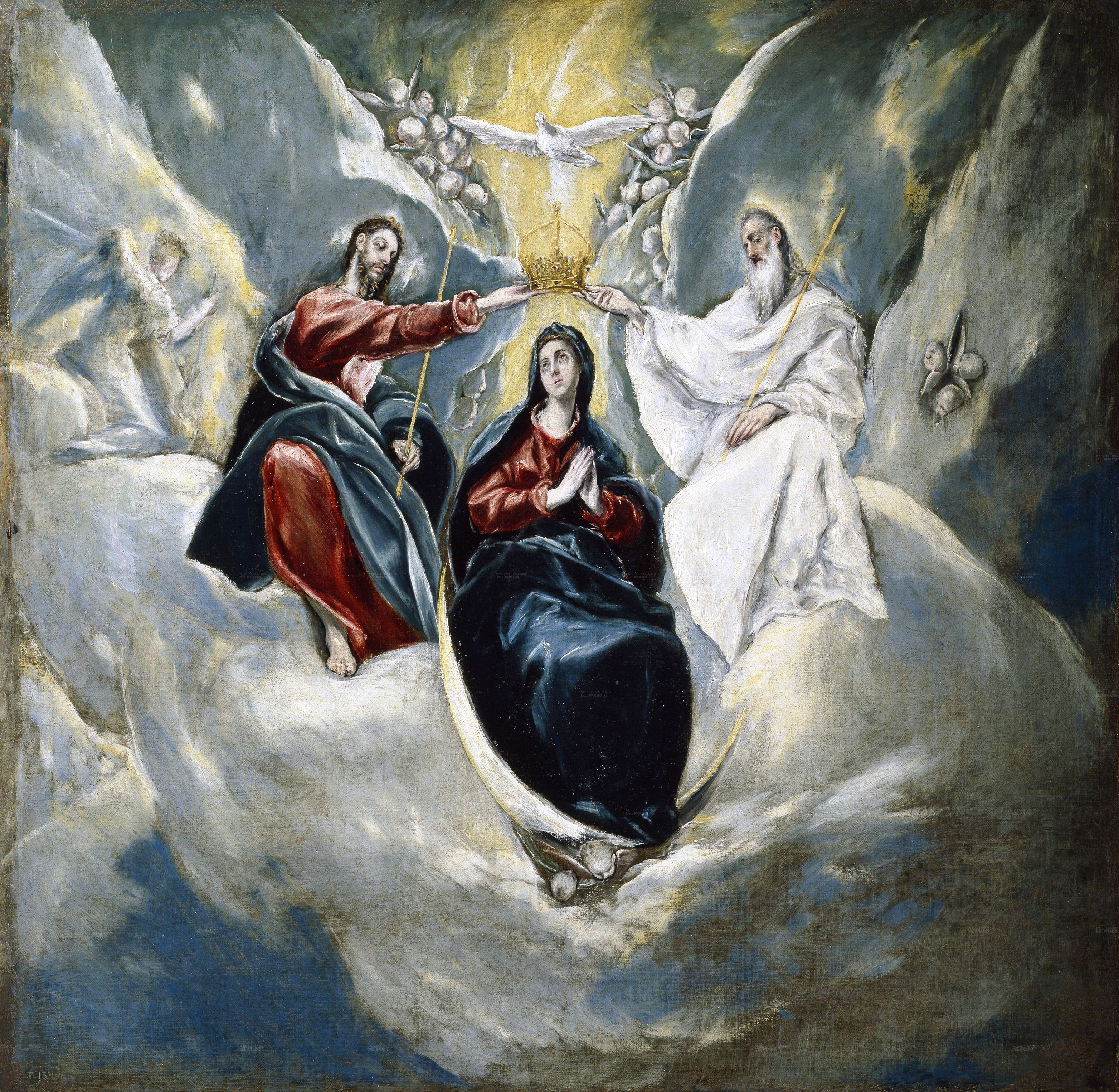
『聖母戴冠』(1591-1592年ごろ)、プラド美術館 (マドリード)
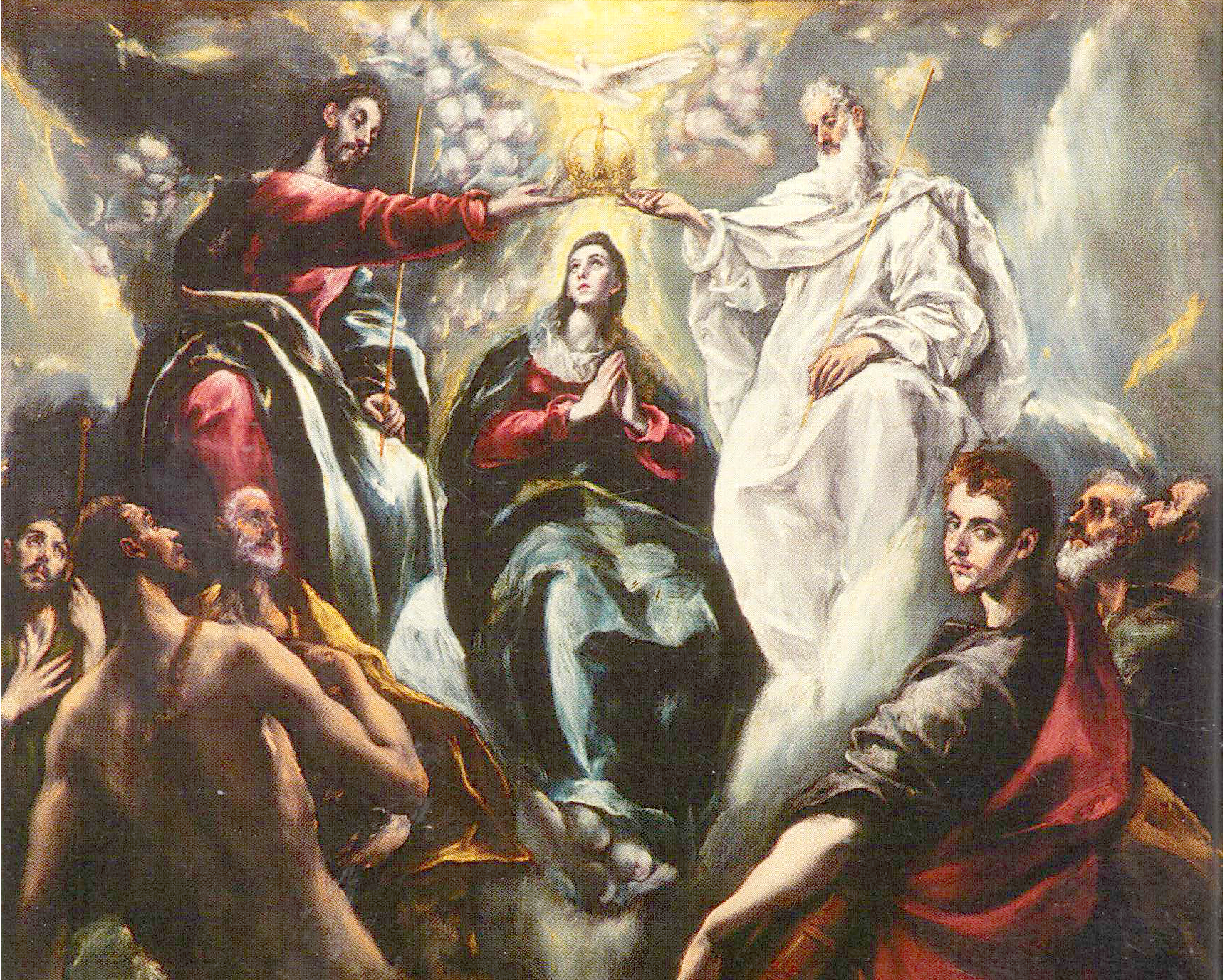
『聖母戴冠』(1590年代)、サン・ホセ礼拝堂 (トレド)